# جيوفاني باتيستا أورباني
جيوفاني باتيستا أورباني (بالإيطالية: Giovanni Battista Urbani)‏‏ (3 نوفمبر 1923 - 2 سبتمبر 2018) هو سياسي شيوعي إيطالي، عملَ عمدةً لسافونا من 1957 حتى 1958، وعضوًا في مجلس الشيوخ الإيطالي من عام 1972 حتى 1987.